# Ninon Vallin
Pour les articles homonymes, voir Vallin.
Joséphine-Eugénie Vallin dite Ninon Vallin est une cantatrice (soprano lyrique) française, née à Montalieu-Vercieu (Isère) le 8 septembre 1886 et morte à Millery (Rhône) le 22 novembre 1961.

## Biographie

### Enfance et formation
Née de Marie Champier et de Félix Philippe Vallin, clerc de notaire de Montalieu, Ninon passe son enfance dans divers villages de l'Isère. En pension à Saint-Laurent-en-Brionnais, elle fait preuve de dispositions pour la musique et chante pour la première fois en public à 10 ans. Elle prépare son entrée au conservatoire de musique de Lyon où elle est admise en 1903. Un de ses professeurs de chant, Mme Mauvernay, la présente au chef d'orchestre Witkowski. Ninon Vallin remporte le premier prix du conservatoire de Lyon, à l'unanimité, en juin 1906. Elle donne ses premiers concerts dans la région et chante à Annonay devant Vincent d'Indy. Ce dernier la prend sous sa protection et l'envoie à Paris au début de l'année 1907.
Elle y suit des cours de déclamation lyrique. Ses débuts sont difficiles mais Gabriel Pierné l'engage en 1909 dans l'orchestre des concerts Colonne. Claude Debussy la remarque et lui fait chanter une de ses compositions, La Damoiselle élue, avant de la faire engager comme doublure de Rose Féart qui doit créer Le Martyre de saint Sébastien. L'œuvre est condamnée par l'archevêque de Paris et Rose Féart se retire de la production quelques heures avant la première, le 22 mai 1911. Ninon Vallin la remplace et y triomphe anonymement, les critiques n'étant pas au courant de la défection de Féart, qui reprend le rôle pour les représentations suivantes. Debussy, qui a apprécié Vallin, va néanmoins lui apporter un soutien fidèle.

### Carrière

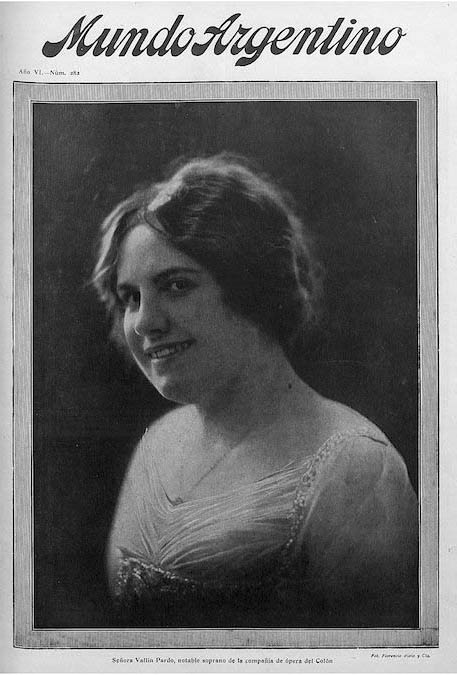
Ninon Vallin en 1916.

Ninon Vallin est engagée par Albert Carré à l'Opéra-Comique, le 20 juin 1912. Elle y fait ses débuts dès octobre en chantant Micaëla dans Carmen. Sa prestation est appréciée de madame Bizet-Straus, la veuve du compositeur, qui était dans le public et qui lui conseille de chanter désormais le rôle de la gitane. Gustave Charpentier lui confie le rôle-titre de Louise, créé onze ans plus tôt. Pour Ninon Vallin, une carrière exceptionnelle commence, où sa voix de soprano lyrique à la tessiture large, du mi2 au contre-ut dièse (do5), sa sensibilité et sa culture musicales, sa prononciation impeccable du français, de l'italien et de l'espagnol vont lui permettre d'aller de succès en succès. À l'été 1913, Ninon Vallin épouse un impresario italien qu'elle va accompagner dans ses déplacements à l'étranger. À la déclaration de guerre, l'Opéra-Comique étant fermé, elle suit son mari en Espagne puis, en 1916, en Amérique du Sud. Sur la scène du théâtre Colón de Buenos Aires, c'est le triomphe et elle est adoptée par le public sud-américain. Elle revient l’année suivante à Paris puis est engagée à la Scala de Milan. Après la guerre, elle chante sur toutes les grandes scènes en Europe. Manuel de Falla lui confie les créations de La vida breve et El amor brujo. La tournée de 1921 en URSS, à Moscou, Kiev et Pétrograd (actuelle Saint-Pétersbourg), est un nouveau triomphe.
À partir de 1925, après le second départ d'Albert Carré de l'Opéra-Comique, la carrière de Ninon Vallin va se poursuivre à l'étranger, pendant dix saisons, particulièrement à Buenos Aires. Columbia l'engage pour de nombreux enregistrements jusqu'à ce qu'une dispute avec Georges Thill la fasse rompre son contrat. C'est en 1931, qu'elle fait appel à un jeune et talentueux pianiste Pierre Darck, qui l'accompagnera dans ses tournées d'Amérique du Sud et lui arrangera des musiques pour ses récitals (Chopin, Gounot etc.)
Le 30 juillet 1938 pour l'inauguration du théâtre antique de Vienne elle est une des interprètes de La Damnation de Faust de Berlioz en présence du Président de la République Albert Lebrun.
Pendant la Seconde Guerre mondiale, Ninon Vallin vit dans sa propriété de La Sauvagère à Millery, près de Lyon, où elle a fait aménager un théâtre de verdure.
À partir de 1943, elle cache et conserve la bibliothèque musicale de François Lang,  tué en déportation à Auschwitz. En 1945, elle reprend sa carrière à Paris puis à l'étranger. Après ses adieux à l'Opéra de Paris, elle fait deux grandes tournées en Australie (1947) et en Nouvelle-Zélande (1949).
En concert, elle est l’« ambassadrice » de Fauré, Chausson, Debussy, Marguerite Canal et Reynaldo Hahn, s’intéresse également à la musique espagnole et sud-américaine et multiplie les tournées de récital sur toutes les grandes scènes d'Europe et d'Amérique.

### Fin de vie
En 1953, elle crée le Conservatoire de musique de Montevideo où elle enseigne le chant. Après des récitals à La Sauvagère, à Cannes et à Deauville, elle se retire de la scène en 1957, à 71 ans. Elle enseigne ensuite le chant au Conservatoire de Lyon jusqu'à son décès en 1961, à 75 ans. Elle est enterrée à Millery.
Cette musicienne cultivée et d’une grande sensibilité, considérée comme l'une des grandes cantatrices françaises du XXe siècle, a interprété au cours de plus de quarante ans de carrière près d'une cinquantaine de rôles, aussi bien de soprano lyrique, léger ou dramatique que de mezzo-soprano, et a eu entre autres pour partenaires Enrico Caruso, Georges Thill, Beniamino Gigli, Tito Schipa.
Ninon Vallin forma au chant Anne Germain.

## Rôles principaux

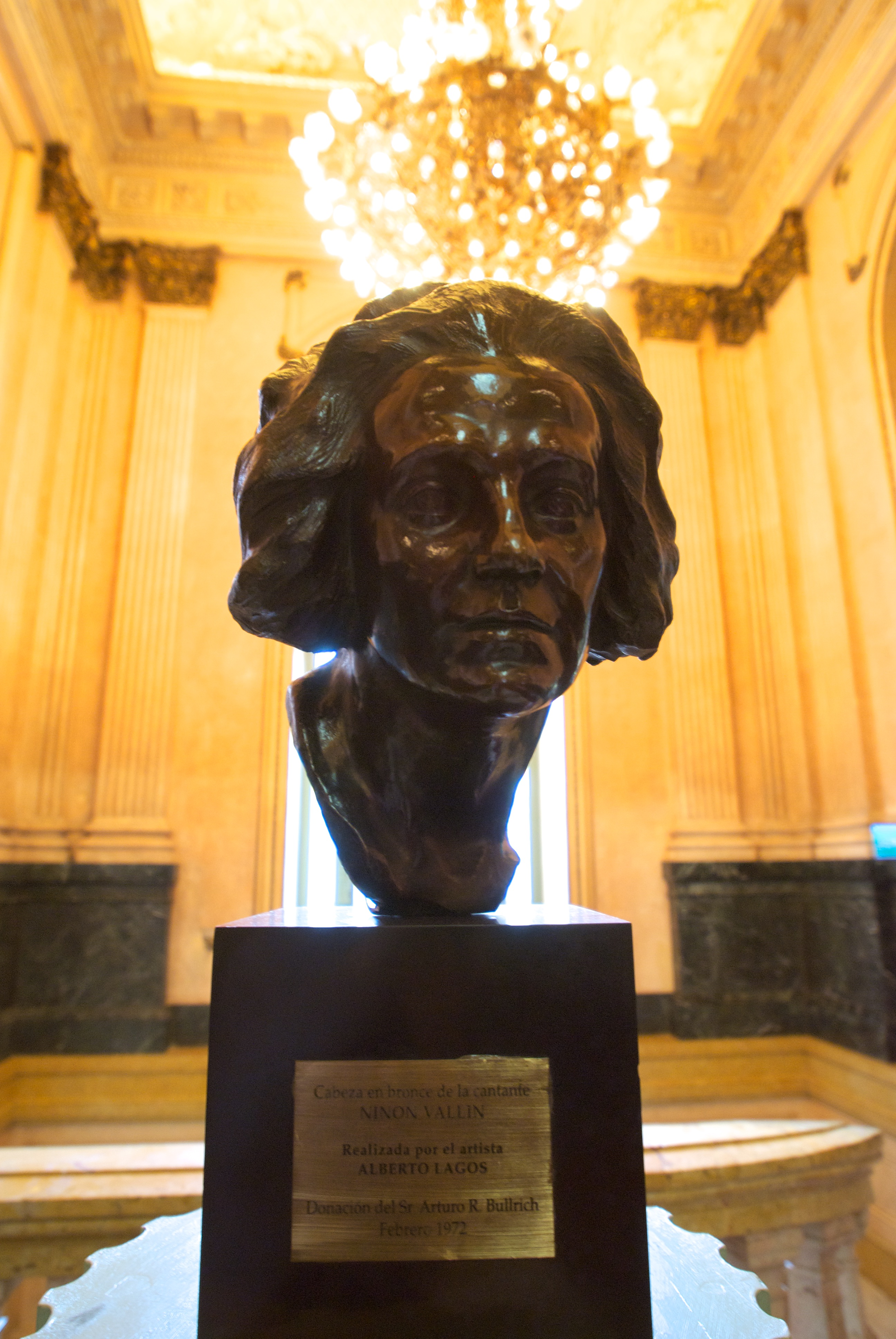
Buste de Ninon Vallin, Théâtre de Buenos Aires

- 1909 : Ruth et Booz, Jean-François Lesueur, théâtre de la Glacière, Bourgoin
- 1911 : La Damoiselle élue de Claude Debussy (rôle-titre), Paris ; Le Martyre de saint Sébastien de Debussy - création au théâtre du Châtelet, Paris
- 1912-1913 (Opéra-Comique):
  - Carmen de Georges Bizet (Micaëla)[5]
  - Wilhelm Meister de Robert Schumann (Mignon)
  - La Bohème de Giacomo Puccini (Mimi)
  - Louise de Gustave Charpentier (rôle-titre, qu'elle chantera plus de cent fois dans sa carrière)
  - Manon de Jules Massenet (rôle-titre)
  - Pelléas et Mélisande de Debussy (Mélisande)
- 1914 : Trois poèmes de Mallarmé de Debussy - création avec Debussy au piano
- 1916 :
  - Faust de Charles Gounod (Marguerite), théâtre Colon, Buenos-Aires
  - Mignon d'Ambroise Thomas
  - Falstaff de Giuseppe Verdi
  - Mefistofele d'Arrigo Boito (Margherita)
- 1917 :
  - Mârouf, savetier du Caire d'Henri Rabaud (Béatrice, princesse Saamchédin), direction André Messager - création italienne à la Scala de Milan
  - Manon (avec Enrico Caruso) - création italienne à la Scala
  - Thaïs de Jules Massenet (Béa)
  - Les Sept Chansons espagnoles de Manuel de Falla - création
  - Mârouf, savetier du Caire, création à Buenos-Aires
  - L’Élixir d'amour de Gaetano Donizetti
  - La vida breve (Carmela) et El amor brujo de Manuel de Falla, créations
- 1918 :
  - La Damnation de Faust d'Hector Berlioz (Marguerite)
  - Les Noces de Figaro de Mozart (la Comtesse)
  - Alceste de Christoph Willibald Gluck (rôle-titre), création à Buenos-Aires
  - Les Contes d'Hoffmann de Jacques Offenbach (Olympia, Antonia, Giulietta, Stella)
  - Roméo et Juliette de Charles Gounod (Juliette)
  - Norma de Vincenzo Bellini
  - Tosca (rôle-titre) de Giacomo Puccini
  - Pagliacci (Nedda) de Ruggero Leoncavallo
  - Mignon à la Scala
- 1919 : Thaïs de Massenet (La Razon), inauguration du teatro Coliseo, Buenos-Aires
- 1923 : La Jacquerie d'Édouard Lalo, création à l'Opéra de Paris
- 1934 : Marie l'Égyptienne d'Ottorino Respighi, création à l'Opéra-Comique
  - La Sorcière et Les Cadeaux de Noël de Xavier Leroux (Zoraya) - première mondiale à l'Opéra-Comique
  - La vida breve de Manuel de Falla (Carmela)
  - Les Noces de Figaro de Mozart (la Comtesse), Opéra de Paris
  - Faust de Gounod (Marguerite), Opéra de San Francisco
- 1936 : Faust de Gounod (Marguerite), La Côte-Saint-André ; concerts Wagner, Association wagnérienne de Buenos-Aires
- 1937 :
  - Iphigénie en Tauride et Alceste de Gluck, La Plata
  - Orphée de Gluck, version française intégrale et Le Roi d'Ys de Lalo, chorégies d'Orange
- 1938 :
  - récital au Palais de l'Élysée pour le premier voyage du roi George VI d'Angleterre
  - inauguration du Théâtre antique de Vienne devant le Président de la République Albert Lebrun
- 1943 :
  - Carmen de Bizet (Carmen), Opéra de Monte-Carlo avec Lucien Vonna, Mario Franzini, René Landi[6], Thérèse Deniset, Max Paban, Lucy Orsoni, Albert Mainard, Emma Marini, Gilles Charpentier, Léon Guerrini, et Franquelin. Chef d'orchestre Paul Paray.
  - Les Noces de Figaro de Mozart (La Comtesse), Opéra de Monte-Carlo avec Bernadette Delprat, Michel Dens, Etienne Billot, Lucien Marzo, Thérèse Deniset, André Testai, René Landi, Lucy Orsoni, Marc Sylvani, Jeanine Tenoudji, Gilles Charpentier, Suzanne Inglere et Blanche Bongiovanni. Chef d'orchestre Paul Paray.
- 1947 :
  - Les Noces de Figaro, adieux à l'Opéra de Paris
  - El sombrero de tres picos de Manuel de Falla, création, Madrid

## Filmographie
- 1935 : Les Berceaux de Dimitri Kirsanoff
- 1937 : La Fille de la Madelon de Georges Pallu et Jean Mugeli - La Madelon
- 1938 : Ceux de demain/L'Enfant de troupe de Georges Pallu et Adelqui Millar - Claude Arbellin

## Enregistrements
Ninon Vallin a participé à partir de 1913 à plus de quatre cent cinquante enregistrements, dont :
- 1919 (cire) : La Damnation de Faust, Berlioz
- 1943 (cire) : L'automne, op.18 n°3, Fauré
- 1955 (microsillon) : idem, Jean Allain, directeur, Orchestre Pasdeloup

## Distinctions
- Chevalier de la Légion d'honneur (1925)

## Hommages et Posterité
- Claude Debussy : « Je suis amoureux de cette voix pailletée d’argent »
- Reynaldo Hahn : « Quand elle chante, c’est un bouquet de musique que l’on respire »
- Espace Ninon Vallin, sa ville natale Montalieu-Vercieu lui rend hommage[7].